# Christian Heinrich Plaß
Christian Heinrich Plaß (* 29. Juli 1812 in Verden; † 6. Juni 1878 in Stade) war ein deutscher Pädagoge und Politiker.

## Leben
Plaß, Sohn eines Kaufmanns, studierte nach dem Besuch des Domgymnasiums Verden ab 1829 evangelische Theologie und Philologie in Halle, Jena und Göttingen und wurde in dieser Zeit Mitglied der Halleschen Burschenschaft (um 1829), der Jenaischen Burschenschaft (1830) sowie der Corps Marchia Halle (1831) und Franconia Jena (1831). 1833 trat er eine Stelle als Privatschullehrer in Wandsbeck an. 1835 wurde er Collaborator, 1846 Konrektor am Gymnasium in Stade, 1851 Direktor des Gymnasiums sowie der später angeschlossenen Real-, Bürger-, Vor- und Mittelschule. Plaß war an 1851 Vorstandsmitglied des Vereins für Geschichte und Altertümer der Herzogtümer Bremen und Verden. Außerdem engagierte er sich als Mitglied des Evangelischen Kirchenvorstands in Stade und war ab 1863 Mitglied der Bezirkssynode.
Vom 18. Mai 1848 bis 30. Mai 1849 gehörte er der Frankfurter Nationalversammlung an (Württemberger Hof, Märzverein). Plaß wählte Friedrich Wilhelm IV. zum Kaiser der Deutschen und gehörte dem Ausschuss für Kirchen- und Schulangelegenheiten an. Im  Juni 1849 war er Teilnehmer an der Gothaer Versammlung.

## Werke
- Kritische Bemerkungen über Ursachen und Gang des archidamischen Krieges (Stade 1859)